# ArtRave: The Artpop Ball
ArtRave: The Artpop Ball (Originalschreibweise; artRAVE: The ARTPOP Ball) ist die vierte Konzerttournee der US-amerikanischen Sängerin Lady Gaga. Die Tour wurde in Anlehnung an ihr drittes Studio-Album Artpop benannt. Offizieller Tourstart war der 4. Mai 2014 in Fort Lauderdale, Florida. Es fanden weitere Konzerte in Nordamerika, Europa, Ozeanien und Asien statt.

## Hintergrund
Während der Veröffentlichung ihres dritten Albums Artpop hielt Gaga eine als ArtRave bezeichnete Veranstaltung in New York ab, bei der sie Lieder aus dem Album und auch Kunstwerke präsentierte. Das Konzept der Veranstaltung und ihre siebentägige Dauershow im Roseland Ballroom in New York City dienten daraufhin als Vorlage des ArtRave: The Artpop Ball.
Das Bühnenbild ähnelt Kritikern zufolge der Stadt Atlantika aus dem Zeichentrickfilm Arielle, die Meerjungfrau und den Höhlengewölben des Planeten Tatooine aus Star Wars. Die Bühne selbst besteht aus zwei separierten Bereichen, die jeweils mit durchsichtigen Laufstegen verbunden sind. Diese Laufstege sollen den Zuschauern ein besseres Bild hinter die Kulissen bieten. Des Weiteren ist es möglich, unter ihnen hindurch zu laufen. Insgesamt wurden sieben Kostüme für die Tour entworfen, unter anderem eines mit Tentakeln, eines mit Juwelen besetzten Flügeln und eine Halskette aus Marihuanablättern.
Sponsoren der Show sind der britische Mobilfunkanbieter O2 und Absolut Vodka aus den USA.

## Kommerzieller Erfolg
Die Tickets waren zunächst ausschließlich für Mitglieder ihres sozialen Netzwerks littlemonsters.com erhältlich. Ein Code für die Bestellung von Online-Tickets für maximal vier Tickets pro Mitglied wurden zur Verfügung gestellt. Die ersten Tickets gingen am 9. Dezember 2013 in den Verkauf. Laut Live Nation waren die Konzerte in Toronto, Winnipeg, Calgary, Los Angeles und Edmonton innerhalb von Stunden ausverkauft. Am 29. Januar 2014 wurden die Termine für den europäischen Teil der Tour veröffentlicht.
Berichte in den Medien, die einen schlecht laufenden Ticketverkauf andeuteten, wurden sofort von Live Nation dementiert. Billboard gegenüber wurde bekräftigt, dass über 80 % der Tickets in Nordamerika und Europa bereits verkauft sind und weitere Termine an zahlreichen Veranstaltungsorten noch hinzugefügt werden. Die 29 Shows in Nordamerika hatten rund 26.000.000 US-Dollar eingebracht, durchschnittlich also fast 900.000 US-Dollar pro Show. Insgesamt wurden bisher rund 750.000 Tickets verkauft.

## Ausstrahlung
Das letzte Konzert, das am 24. November 2014 in Paris, Bercy Arena gegeben wurde, wurde durch die Plattform Yahoo live ausgestrahlt. Die Zuschauer konnten Artrave: The Artpop Ball so über Livestream verfolgen. Gezeigt wurde die gesamte Show mit Einblicken hinter die Kulissen und die Vorgruppe Lady Starlight.
Ob eine DVD-Veröffentlichung geplant ist, ist bisher unbekannt.

## Songliste
1. Artpop
2. G.U.Y.
3. Donatella
4. Fashion!
5. Venus
6. Manicure
7. Cake Like Lady Gaga
8. Just Dance
9. Poker Face
10. Telephone
11. Partynauseous
12. Paparazzi
13. Do What U Want
14. Born This Way
15. Jewels n' Drugs
16. Aura
17. Sexxx Dreams
18. Mary Jane Holland
19. Alejandro
20. Ratchet
21. Bad Romance
22. Applause
23. Swine
24. Gypsy

## Tourdaten
| Datum              | Stadt               | Land                         | Veranstaltungsort             | Vorgruppe                       | Ticketverkauf | Einnahmen   |
| Nordamerika        | Nordamerika         | Nordamerika                  | Nordamerika                   | Nordamerika                     | Nordamerika   | Nordamerika |
| ------------------ | ------------------- | ---------------------------- | ----------------------------- | ------------------------------- | ------------- | ----------- |
| 4. Mai 2014        | Fort Lauderdale     | Vereinigte Staaten           | BB&T Center                   | Lady Starlight                  | —             | —           |
| 6. Mai 2014        | Atlanta             | Vereinigte Staaten           | Philips Arena                 | Lady Starlight, Hatsune Miku    | —             | —           |
| 8. Mai 2014        | Pittsburgh          | Vereinigte Staaten           | Consol Energy Center          | Lady Starlight, Hatsune Miku    | —             | —           |
| 10. Mai 2014       | Uncasville          | Vereinigte Staaten           | Mohegan Sun Arena             | Lady Starlight, Hatsune Miku    | —             | —           |
| 12. Mai 2014       | Washington, D.C.    | Vereinigte Staaten           | Verizon Center                | Lady Starlight, Hatsune Miku    | —             | —           |
| 13. Mai 2014       | New York City       | Vereinigte Staaten           | Madison Square Garden         | Lady Starlight, Hatsune Miku    | —             | —           |
| 15. Mai 2014       | Philadelphia        | Vereinigte Staaten           | Wells Fargo Center            | Lady Starlight, Hatsune Miku    | —             | —           |
| 17. Mai 2014       | Detroit             | Vereinigte Staaten           | Joe Louis Arena               | Lady Starlight, Hatsune Miku    | —             | —           |
| 18. Mai 2014       | Cleveland           | Vereinigte Staaten           | Quicken Loans Arena           | Lady Starlight, Hatsune Miku    | —             | —           |
| 20. Mai 2014       | Saint Paul          | Vereinigte Staaten           | Xcel Energy Center            | Lady Starlight, Hatsune Miku    | —             | —           |
| 22. Mai 2014       | Winnipeg            | Kanada                       | MTS Centre                    | Lady Starlight, Hatsune Miku    | —             | —           |
| 25. Mai 2014       | Calgary             | Kanada                       | Scotiabank Saddledome         | Lady Starlight, Hatsune Miku    | —             | —           |
| 26. Mai 2014       | Edmonton            | Kanada                       | Rexall Place                  | Lady Starlight, Hatsune Miku    | —             | —           |
| 28. Mai 2014       | Seattle             | Vereinigte Staaten           | KeyArena                      | Lady Starlight, Hatsune Miku    | —             | —           |
| 30. Mai 2014       | Vancouver           | Kanada                       | Rogers Arena                  | Lady Starlight, Hatsune Miku    | —             | —           |
| 2. Juni 2014       | San Diego           | Vereinigte Staaten           | Viejas Arena                  | Lady Starlight, Hatsune Miku    | —             | —           |
| 3. Juni 2014       | San Jose            | Vereinigte Staaten           | SAP Center at San Jose        | Lady Starlight, Hatsune Miku    | —             | —           |
| 26. Juni 2014      | Milwaukee           | Vereinigte Staaten           | Marcus Amphitheater           | Lady Starlight, Crayon Pop      | —             | —           |
| 28. Juni 2014      | Atlantic City       | Vereinigte Staaten           | Boardwalk Hall                | Lady Starlight, Crayon Pop      | —             | —           |
| 30. Juni 2014      | Boston              | Vereinigte Staaten           | TD Garden                     | Lady Starlight, Crayon Pop      | —             | —           |
| 2. Juli 2014       | Montreal            | Kanada                       | Bell Centre                   | Lady Starlight, Crayon Pop      | —             | —           |
| 4. Juli 2014       | Québec              | Kanada                       | Plaines d’Abraham             | Lady Starlight, Crayon Pop      | —             | —           |
| 5. Juli 2014       | Ottawa              | Kanada                       | LeBreton Flats                | Lady Starlight, Crayon Pop      | —             | —           |
| 7. Juli 2014       | Buffalo             | Vereinigte Staaten           | First Niagara Center          | Lady Starlight, Crayon Pop      | —             | —           |
| 9. Juli 2014       | Toronto             | Kanada                       | Air Canada Centre             | Lady Starlight, Crayon Pop      | —             | —           |
| 11. Juli 2014      | Chicago             | Vereinigte Staaten           | United Center                 | Lady Starlight, Crayon Pop      | —             | —           |
| 14. Juli 2014      | San Antonio         | Vereinigte Staaten           | AT&T Center                   | Lady Starlight, Crayon Pop      | —             | —           |
| 16. Juli 2014      | Houston             | Vereinigte Staaten           | Toyota Center                 | Lady Starlight, Crayon Pop      | —             | —           |
| 17. Juli 2014      | Dallas              | Vereinigte Staaten           | American Airlines Center      | Lady Starlight, Crayon Pop      | —             | —           |
| 19. Juli 2014      | Las Vegas           | Vereinigte Staaten           | MGM Grand Garden Arena        | Lady Starlight, Crayon Pop      | —             | —           |
| 21. Juli 2014      | Los Angeles         | Vereinigte Staaten           | Staples Center                | Lady Starlight, Crayon Pop      | —             | —           |
| 22. Juli 2014      | Los Angeles         | Vereinigte Staaten           | Staples Center                | Lady Starlight, Crayon Pop      | —             | —           |
| 30. Juli 2014      | Phoenix             | Vereinigte Staaten           | US Airways Center             | Lady Starlight Babymetal        | —             | —           |
| 1. August 2014     | Las Vegas           | Vereinigte Staaten           | MGM Grand Garden Arena        | Lady Starlight Babymetal        | —             | —           |
| 2. August 2014     | Stateline           | Vereinigte Staaten           | Harveys Outdoor Arena         | Lady Starlight Babymetal        | —             | —           |
| 4. August 2014     | Salt Lake City      | Vereinigte Staaten           | EnergySolutions Arena         | Lady Starlight Babymetal        | —             | —           |
| 6. August 2014     | Denver              | Vereinigte Staaten           | Pepsi Center                  | Lady Starlight Babymetal        | —             | —           |
| Asien              |                     |                              |                               |                                 |               |             |
| 13. August 2014    | Tokio               | Japan                        | Chiba Marine Stadium          | Lady Starlight Momoiro Clover Z | —             | —           |
| 14. August 2014    | Tokio               | Japan                        | Chiba Marine Stadium          | Lady Starlight Momoiro Clover Z | —             | —           |
| 16. August 2014    | Seoul               | Südkorea                     | Olympiastadion                | —                               | —             | —           |
| Ozeanien           |                     |                              |                               |                                 |               |             |
| 20. August 2014    | Perth               | Australien                   | Perth Arena                   | —                               | —             | —           |
| 23. August 2014    | Melbourne           | Australien                   | Rod Laver Arena               | —                               | —             | —           |
| 26. August 2014    | Brisbane            | Australien                   | Brisbane Entertainment Centre | —                               | —             | —           |
| 30. August 2014    | Sydney              | Australien                   | Allphones Arena               | —                               | —             | —           |
| Asia               |                     |                              |                               |                                 |               |             |
| 10. September 2014 | Dubai               | Vereinigte Arabische Emirate | Meydan Racecourse             | —                               | —             | —           |
| Europa             |                     |                              |                               |                                 |               |             |
| 16. September 2014 | Istanbul            | Türkei                       | ITU Stadium                   | —                               | —             | —           |
| 19. September 2014 | Athen               | Griechenland                 | Olympiastadion                | —                               | —             | —           |
| 23. September 2014 | Antwerpen           | Belgien                      | Sportpaleis                   | —                               | —             | —           |
| 24. September 2014 | Amsterdam           | Niederlande                  | Ziggo Dome                    | —                               | —             | —           |
| 27. September 2014 | Herning             | Dänemark                     | Jyske Bank Boxen              | —                               | —             | —           |
| 29. September 2014 | Oslo                | Norwegen                     | Telenor Arena                 | —                               | —             | —           |
| 30. September 2014 | Stockholm           | Schweden                     | Ericsson Globe                | —                               | —             | —           |
| 3. Oktober 2014    | Hamburg             | Deutschland                  | O2 World                      | —                               | —             | —           |
| 5. Oktober 2014    | Prag                | Tschechische Republik        | O2 Arena                      | —                               | —             | —           |
| 7. Oktober 2014    | Köln                | Deutschland                  | Lanxess Arena                 | Lady Starlight, Breedlove       | —             | —           |
| 9. Oktober 2014    | Berlin              | Deutschland                  | O2 World                      | —                               | —             | —           |
| 15. Oktober 2014   | Birmingham          | England                      | National Indoor Arena         | —                               | —             | —           |
| 17. Oktober 2014   | Dublin              | Irland                       | The O2                        | —                               | —             | —           |
| 19. Oktober 2014   | Glasgow             | Schottland                   | SSE Hydro                     | —                               | —             | —           |
| 21. Oktober 2014   | Manchester          | England                      | Phones 4u Arena               | —                               | —             | —           |
| 23. Oktober 2014   | London              | England                      | The O2 Arena                  | —                               | —             | —           |
| 25. Oktober 2014   | London              | England                      | The O2 Arena                  | —                               | —             | —           |
| 26. Oktober 2014   | London              | England                      | The O2 Arena                  | —                               | —             | —           |
| 30. Oktober 2014   | Paris               | Frankreich                   | Zénith                        | —                               | —             | —           |
| 31. Oktober 2014   | Paris               | Frankreich                   | Zénith                        | —                               | —             | —           |
| 2. November 2014   | Wien                | Österreich                   | Wiener Stadthalle             | —                               | —             | —           |
| 4. November 2014   | Mailand             | Italien                      | Mediolanum Forum              | —                               | —             | —           |
| 6. November 2014   | Zürich              | Schweiz                      | Hallenstadion                 | —                               | —             | —           |
| 8. November 2014   | Barcelona           | Spanien                      | Palau Sant Jordi              | —                               | —             | —           |
| 10. November 2014  | Lissabon            | Portugal                     | MEO Arena                     | —                               | —             | —           |
| 13. November 2014  | Birmingham          | England                      | National Indoor Arena         | —                               | —             | —           |
| 16. November 2014  | Glasgow             | Schottland                   | SSE Hydro                     | —                               | —             | —           |
| 20. November 2014  | Sheffield           | England                      | Motorpoint Arena              | —                               | —             | —           |
| 22. November 2014  | Newcastle upon Tyne | England                      | Metro Radio Arena             | —                               | —             | —           |
| 24. November 2014  | Paris               | Frankreich                   | Bercy Arena                   | —                               | —             | —           |
| TOTAL              | TOTAL               | TOTAL                        | TOTAL                         | TOTAL                           | —             | —           |